# Le Rédempteur bénissant
Le Rédempteur bénissant (en italien, Cristo Redentore) est un tableau réalisé par le peintre italien Sandro Botticelli vers 1480. En tempera sur panneau de bois transférée sur toile, l'œuvre est conservée au Detroit Institute of Arts, à Détroit, aux États-Unis.

## Description et iconographie
Jésus-Christ est représenté en buste étroit, coiffé de la Sainte Couronne et marqué par les stigmates. Sa tête est ceinte d'une gloire de rayons dorés et est entourée également d'une fine auréole circulaire. 
Botticelli reprend ses compositions multiples où il représente le Christ selon deux principes iconographiques mélangés : 
- En « Homme de douleurs », la tête inclinée, Jésus affiche la souffrance qu'il a endurée pendant sa Passion, durant sa vie dans le monde terrestre, par ses plaies multiples, du sang coulant de sa tête, de ses mains et de la plaie au côté.
- En « Christ rédempteur », habillé de la pourpre royale, le Christ envoie un signe de bénédiction de sa main droite vers le monde qu'il a délivré. La gloire rayonnante et l'auréole confirment son statut de sainteté.

## Variantes

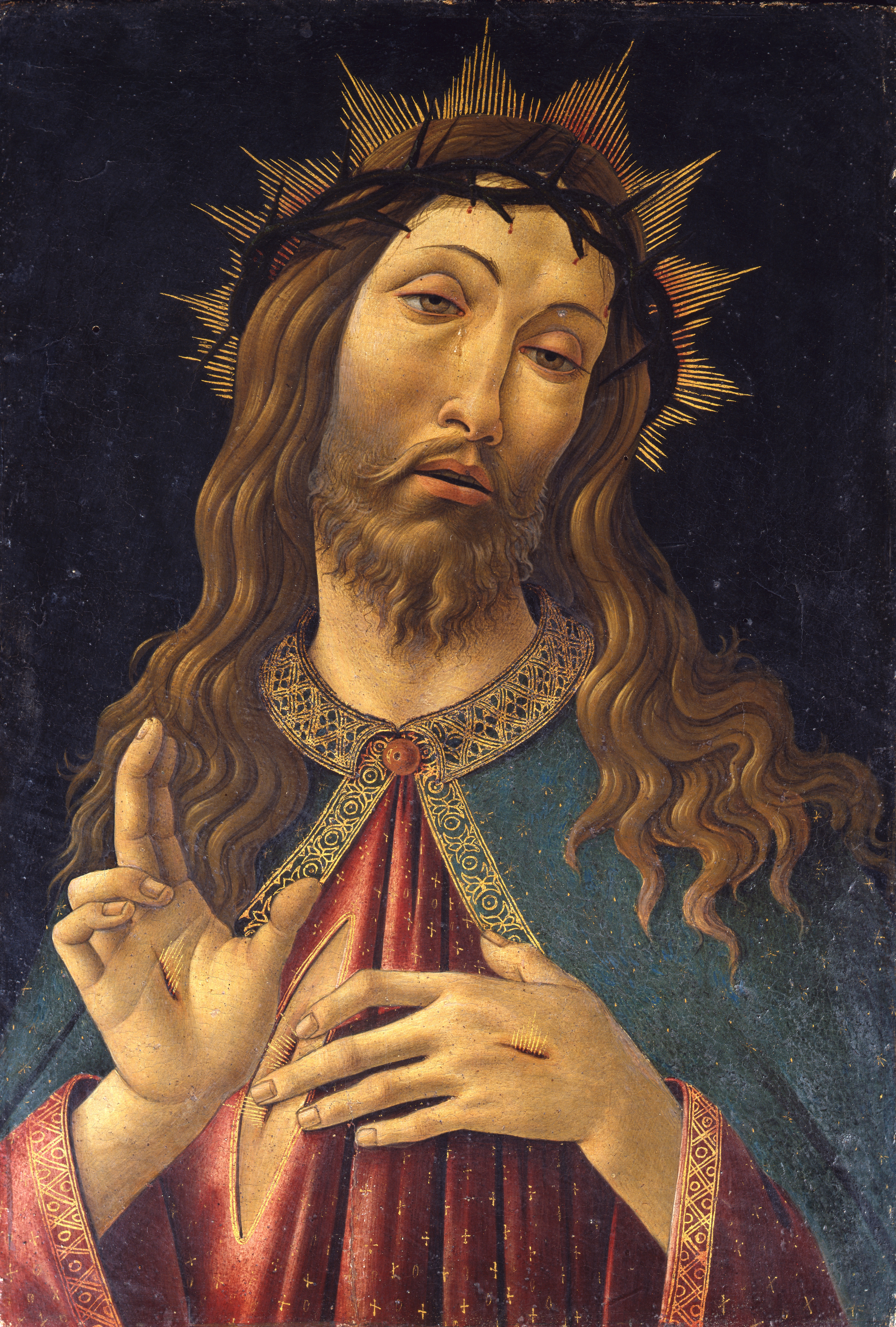
Homme de douleurs, Académie Carrara.
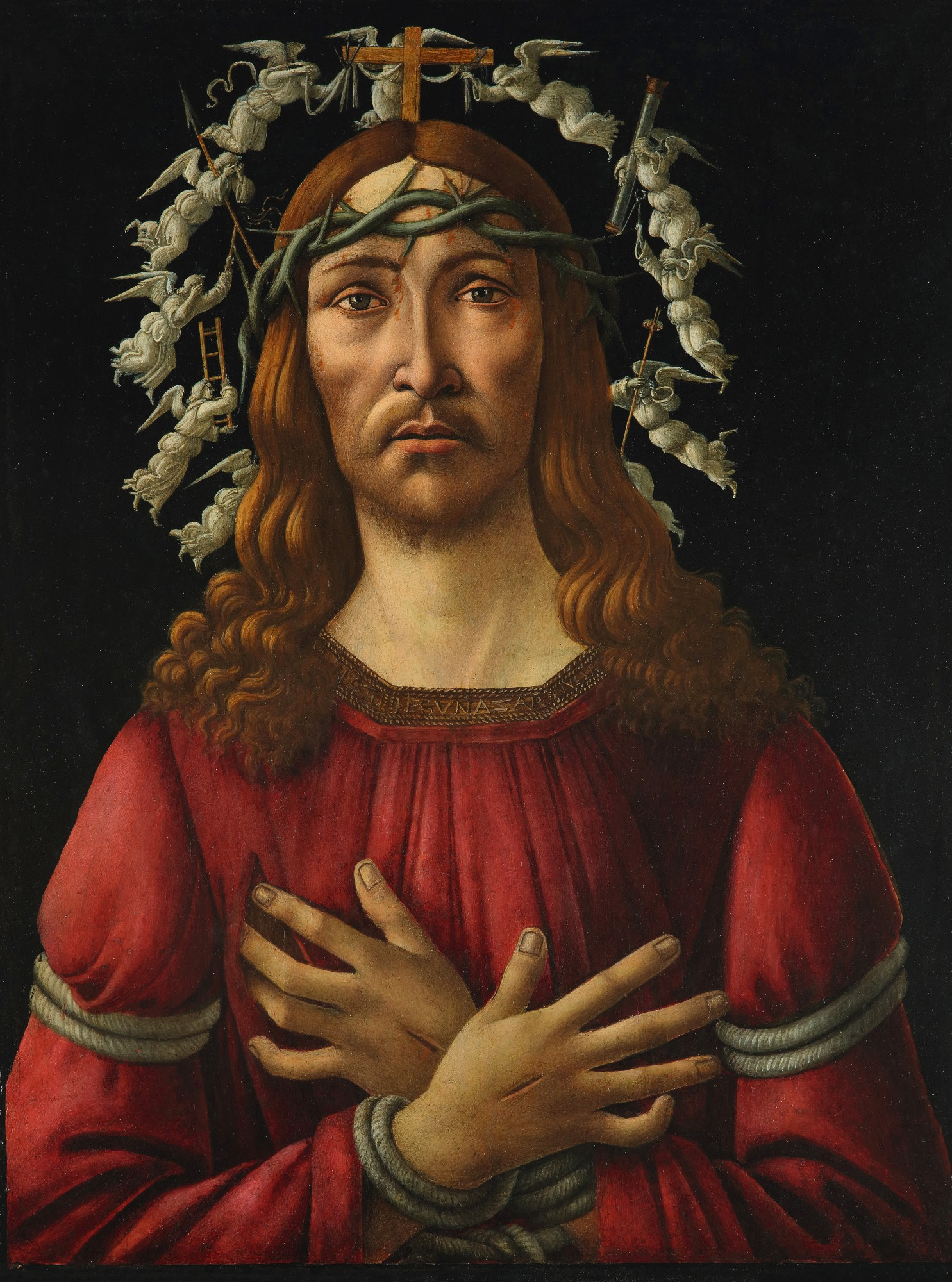
Christ en pietà et symboles de la Passion, collection privée.